# Paul Bassenge (Politiker)
Paul Ludwig Bassenge (* 28. Oktober 1828 in Leipzig; † 22. Februar 1898 ebenda) war ein deutscher Jurist, Unternehmer und nationalliberaler Politiker.

## Leben und Wirken
Er lernte bis 1846 an der Thomasschule zu Leipzig. Nach einem von 1846 bis 1850 absolvierten Studium der Rechtswissenschaften an der Universität Leipzig ließ sich Bassenge vor Ort als Rechtsanwalt nieder. In der Folge stieg er als Unternehmer in verschiedene Branchen ein. Er übernahm ein Seidenwaren-Grosso-Geschäft in Leipzig, gründete unter seinem Namen ein Engros-Geschäft für Mühlenfabrikate und war Teilhaber der Ziegelfabrik Gebr. Bassenge und der Handelsmühle Bassenge & Mirus in Wahren.
Von Januar 1867 bis Dezember 1867 war er als Vertreter der unangesessenen Bürger Stadtverordneter von Leipzig, anschließend bis September 1868 besoldeter Stadtrat. Er war Mitglied des Börsenvorstandes und seit 1865 Vorsitzender des Verwaltungsrates der Börsenhalle. Seit der Gründung der Handelskammer Leipzig 1862 bis zu seinem Tod gehörte er dieser an. Dabei war er 1872 bis 1875 und 1893 bis 1898 stellvertretender bzw. 1. stellvertretender Vorsitzender.
Er war weiterhin Mitglied des Bezirksausschusses der Amtshauptmannschaft Freiberg. Des Weiteren gehörte er dem Aufsichtsrat der Allgemeinen Deutschen Credit-Anstalt und dem Direktorium der Leipzig-Dresdner Eisenbahn-Compagnie an.  
Von 1866 bis 1869 war Bassenge als Vertreter des 2. Wahlkreises des Handels- und Fabrikwesen und von 1885 bis 1897 als Vertreter des Wahlkreises Leipzig 1 Abgeordneter in der II. Kammer des Sächsischen Landtags.
Bassenge blieb zeitlebens unverheiratet.